# Беттман, Отто
Отто Беттман (нем. Otto Ludwig Bettmann; 15 октября 1903, Лейпциг — 3 мая 1998, Бока-Ратон, Флорида) — американский коллекционер, предприниматель и писатель
 германского происхождения, создатель Архива Беттмана.

## Биография
Родился в еврейской семье, однако в детстве пел в Хоре Святого Фомы. Окончил Лейпцигский университет, защитив диссертацию «Становление профессиональной этики в германской книготорговле XVIII века» (нем. Die Entstehung buchhändlerischer Berufsideale im Deutschland des 18. Jahrhunderts). Работал в музыкальном издательстве Peters у Генри Хинрихсена, который дружил с его родителями, затем перебрался в Берлин, где в 1930 году занял должность хранителя редких книг в Берлинской библиотеке по искусству. Занимался искусствоведением, подготовил брошюру о творчестве гравёра и книжного графика Ханса Александра Мюллера, изданную в Вене в 1936 году.
В 1935 году эмигрировал из нацистской Германии в США, вывезя с собой два контейнера с фотографиями и негативаим, рисунками и другим изобразительным материалом, в общей сложности до 25 тысяч единиц. В Нью-Йорке Беттман открыл агентство изображений, поставлявшее иллюстрации для одноразового использования периодическим изданиям; среди его первых клиентов были известные американские журналы Life и Look. Коллекция Беттмана продолжала интенсивно пополняться, и к 1981 году, когда Беттман продал свой архив дочерней структуре медиакорпорации Thomson, насчитывала до пяти миллионов изображений; при этом Беттман разработал разветвлённую классификацию изображений, помогавшую ему удовлетворять самые различные запросы клиентов.
В американский период Беттман выступил автором и соавтором ряда книг, построенных на его обширном собрании изображений, — в частности, «Истории американского спорта в картинках» (англ. A Pictorial History of American Sports; 1952), «Истории медицины в картинках» (англ. A Pictorial History of Medicine; 1956) и «Истории музыки в картинках» (англ. A Pictorial History of Music; 1960). Среди прочего он написал и снабдил обильными иллюстрациями книгу «Прекрасные времена — они были ужасны!» (англ. The Good Days — They Were Terrible!; 1974), посвящённую развенчанию идеализированного представления о так называемом «позолоченном веке» в истории США. В 1992 году вышла автобиография Беттмана «Человек картинки» (англ. The Picture Man). Последняя книга Беттмана была посвящена Иоганну Себастьяну Баху, под знаком которого прошло его лейпцигское детство.